# بركانات (لعشاش)
بركانات هو دُوَّار يقع بجماعة مشرع حمادي، إقليم تاوريرت، جهة الشرق في المملكة المغربية. ينتمي الدوّار لمشيخة لعشاش التي تضم 3 دواوير. يقدر عدد سكانه بـ 121 نسمة حسب الإحصاء الرسمي للسكان والسكنى لسنة 2004.

## روابط خارجية
- البوابة الوطنية للجماعات الترابية نسخة محفوظة 12 مارس 2018 على موقع واي باك مشين.
- المندوبية السامية للتخطيط